# Cavitat toràcica humana

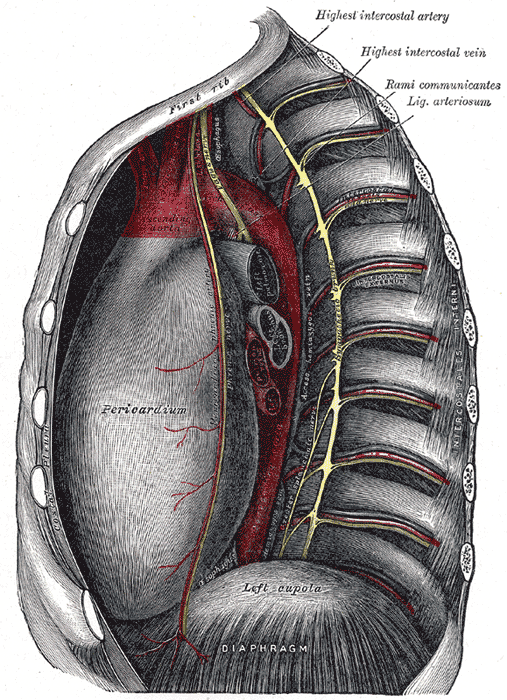
La imatge mostra el Mediastí al pla sagital, el diafragma toràcic a la part inferior, el cor (Cor), darrere Esternum i Costae (a l'esquerra de la imatge (Aquest és l'anterior (davant))) i a la dreta (Posterior (esquena)) teniu les vèrtebres toràciques.

La cavitat toràcica humana (o genèricament cavitat toràcica) és la cambra del cos dels vertebrats que està protegida per la paret toràcica (és a dir, la gàbia toràcica amb la pell, el músculs i la fàscia associats). El compartiment central de la cavitat toràcica és el mediastí. Hi ha dues obertures de la cavitat toràcica, una obertura toràcica superior coneguda com a entrada toràcica i una obertura toràcica inferior inferior coneguda com a sortida toràcica.
La cavitat toràcica inclou els tendons així com el sistema cardiovascular que es podria danyar per lesions a l'esquena, la columna vertebral o el coll.

## Estructura
Les estructures dins de la cavitat toràcica inclouen:
- estructures del sistema cardiovascular, incloent el cor i els grans vasos, que inclouen l'aorta toràcica, l'artèria pulmonar i totes les seves branques, la superior i la vena cava inferior, les venes pulmonars i la vena azygos
- estructures del sistema respiratori, incloent el diafragma, tràquea, bronquis i pulmons[2]
- estructures de l'sistema digestiu, inclòs l'esòfag,
- glàndules endocrines, incloent la glàndula timus,
- estructures del sistema nerviós incloent els nervis vagues aparellats i les cadenes simpàtiques aparellades,
- sistema limfàtic inclòs al conducte toràcic.

Conté tres espais potencials revestits de mesoteli: la cavitat pleural aparellada i la cavitat pericàrdica. El mediastí comprèn aquells òrgans que es troben al centre del pit entre els pulmons. La cavitat també conté dues obertures una a la part superior, l'obertura toràcica superior també anomenada entrada toràcica, i una obertura toràcica inferior inferior que és molt més gran que l'entrada.

## Importància clínica
Si la cavitat pleural es trenca des de l'exterior, com per una ferida de bala o una ferida de ganivet, es pot produir un pneumotòrax, és a dir, entrada d'aire a la cavitat. Si el volum d'aire és important, un o tots dos pulmons poden col·lapsar, la qual cosa requereix atenció mèdica immediata.

## Imatges addicionals
- TC del tòrax (finestra mediastínica axial)
- TC del tòrax (finestra del pulmó coronal)
- TC del tòrax (finestra coronal mediastínica)

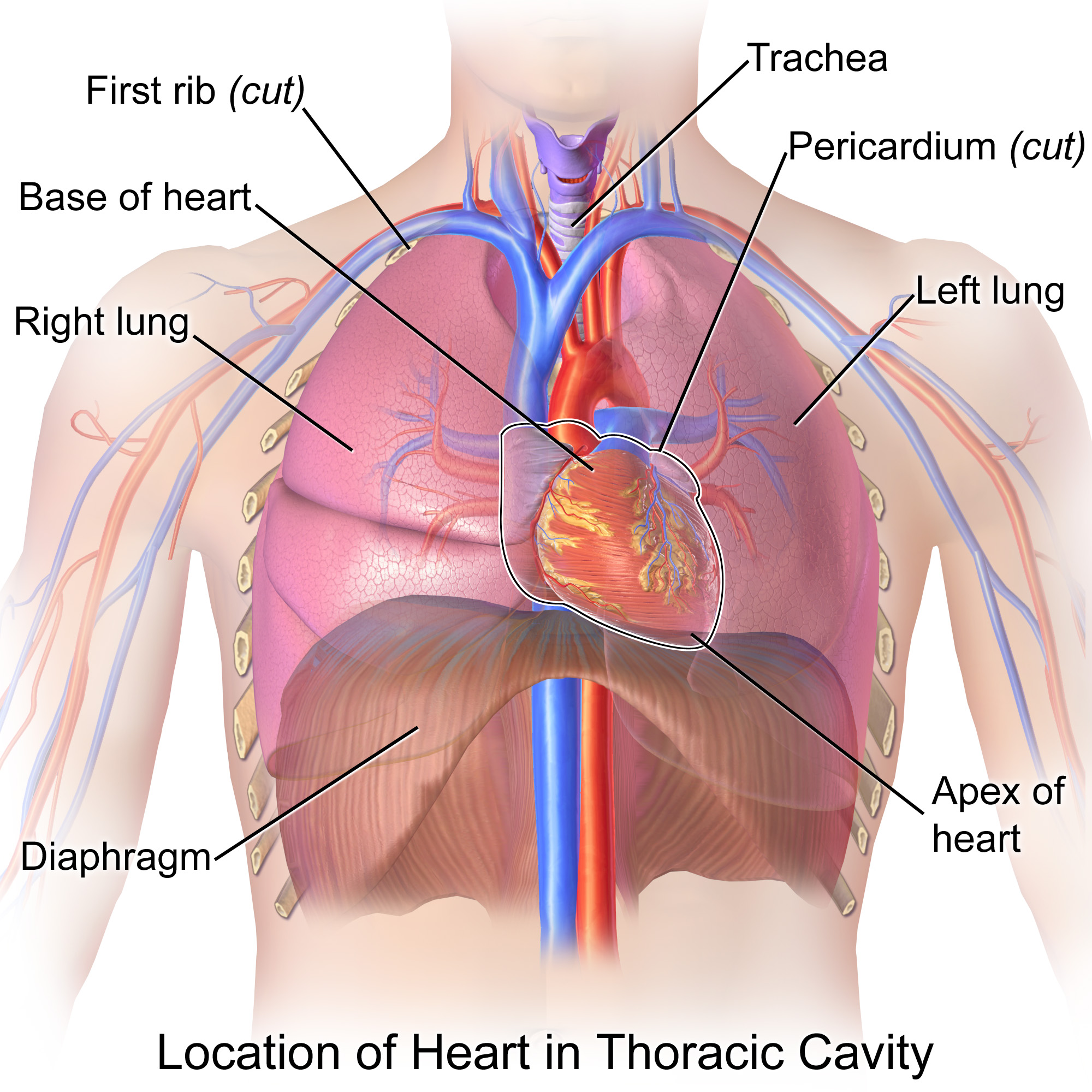
Il·lustració del cor a la cavitat toràcica
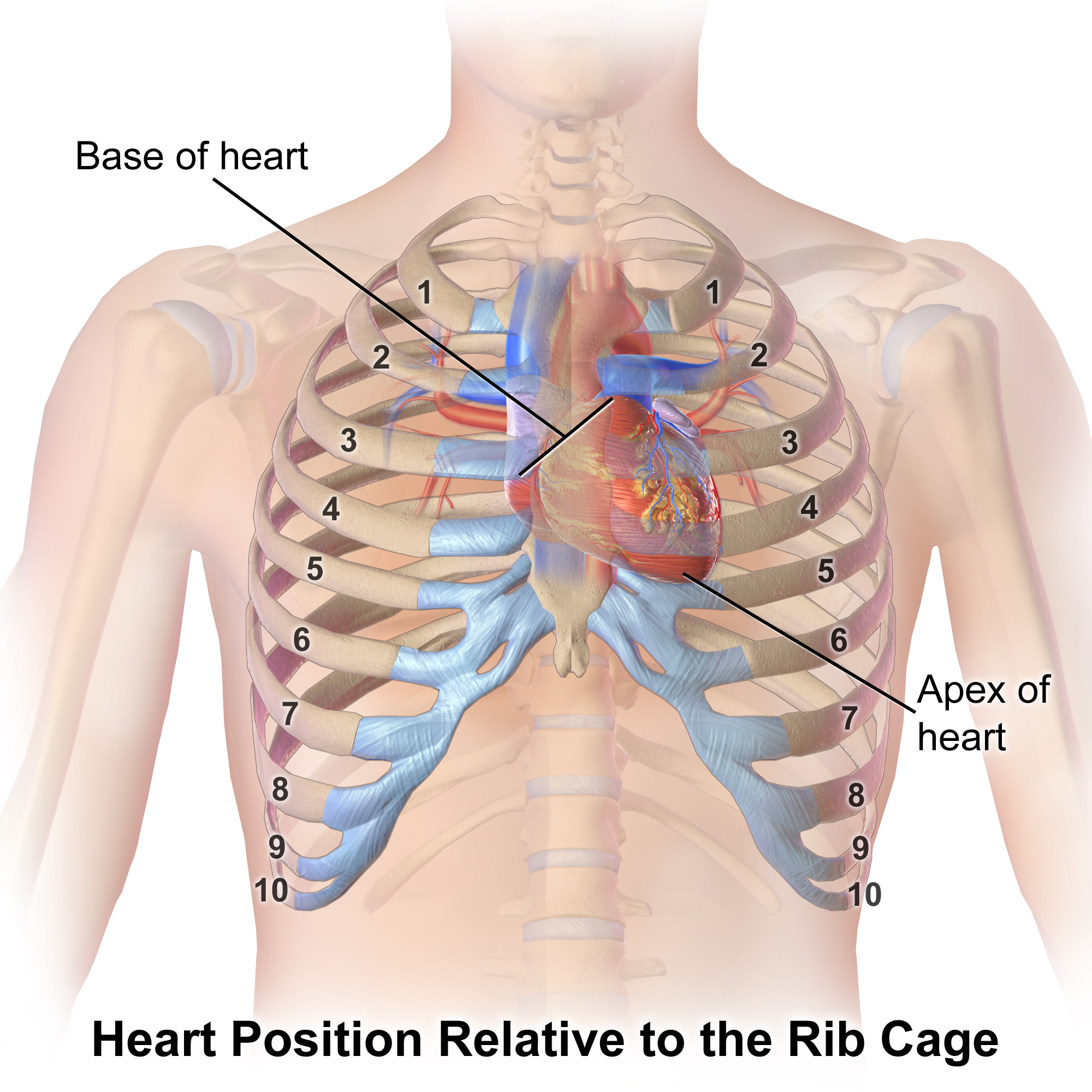
Il·lustració de la posició del cor respecte a la caixa toràcica